# هری کر (ورزشکار المپیک)
هری کر (انگلیسی: Harry Kerr؛ ۲۸ ژانویه ۱۸۷۹ – ۱۷ مه ۱۹۵۱ (aged 72)) ورزشکار دو و میدانی اهل نیوزیلند بود.
وی در مسابقات کشوری و بین‌المللی در مجموع برندهٔ ۱ مدال برنز شده‌است.